# Andrographis sinensis
Andrographis sinensis là một loài thực vật có hoa trong họ Ô rô. Loài này được H.S.Lo mô tả khoa học đầu tiên năm 1981.